# Бронер, Эдриэн
Эдриэн Бронер (англ. Adrien Broner) род. 28 июля 1989 года Цинциннати, Огайо, США) — американский боксёр-профессионал, выступающий в полусредней весовой категории (англ. Welterweight). Чемпион мира во втором полулёгком весе по версии WBO (2011—2012), Чемпион мира в лёгком весе по версии WBC (2012—2013), Чемпион мира в полусреднем весе по версии WBA (2013), Чемпион мира в первом полусреднем весе WBA (2015).

## Любительская карьера
На любительском ринге провёл более 300 поединков.
В 2002 и 2003 годах победил на национальном юношеском турнире National Silver Gloves Champion.
Полуфиналист юношеских Олимпийских игр 2005 года.

## Профессиональная карьера
На профессиональном ринге дебютировал в мае 2008 года во втором полулёгком весе.
Первых восемь соперников уверенно победил, преимущественно нокаутом. В мае 2009 года встретился в рейтинговом поединке с непобеждённым мексиканцем Фернандо Кунтеро (7-0-1). Бронер победил по очкам решением большинства судей в 8-и раундовом бою.
27 июня 2009 года нокаутировал Вильяма Кикетта (15-1). В мае 2010 года завоевал интерконтинентальный молодёжный титул WBC.
15 января 2011 года нокаутировал в первом раунде американца, Джона Ревиша (10-1-2), и завоевал вакантный титул США по версии WBC.

### Первый лёгкий вес
5 марта 2011 года, в десяти раундовом поединке победил по очкам бывшего чемпиона мира, Даниэля Понсе де Леона, и завоевал интерконтинентальный титул по версии WBO.
В ноябре 2011 года нокаутировал в 3-м раунде Висента Мартина Родригеса, и завоевал титул чемпиона мира по версии WBO во втором полулёгком весе.
25 февраля 2012 года защитил титул нокаутом против соотечественника Элоя Переса (23-0-2).
В июле 2012 года был лишён титула и оштрафован на 60 000 $ за то что не вписался в рамки весовой категории перед защитой титула. Но всё же Эдриэн смог урегулировать конфликт, и вышел на чемпионский бой. 21 июля 2012 года снова завоевал титул WBO во втором полулёгком весе, нокаутировав Висенте Эскобедо (26-3).

### Лёгкий вес
После победы Бронер перешёл в лёгкую весовую категорию. 17 ноября 2012 года вышел на ринг с чемпионом в лёгком весе, мексиканцем, Антонио ДеМарко. Бронер нокаутировал мексиканца в 8-м раунде, и стал новым чемпионом мира в лёгком весе по версии WBC.
16 февраля 2013 года Бронер нокаутировал в пятом раунде боксёра из Великобритании, бывшего чемпиона мира и Европы, Гэвина Риза.

### Полусредний вес
В 2013 году Бронер перескочил сразу в полусредний вес, и встретился с американцем, Полом Малиньяджи. Малиньяджи выбросил на много больше ударов, но Бронер был точнее, и выиграл поединок по очкам раздельным решением.
В 2013 году 14 декабря Эдриэн Бронер в первой защите титула встретился с известным аргентинским боксёром, Маркосом Майданой. Бронер был фаворитом в соотношении 5 к 1. Несмотря на это, Эдриэн потерпел своё первое поражение. 2 раза Бронер был отправлен соперником в нокдаун, во 2 и в 8 раунде. И в конечном итоге судьи отдали единогласно победу Майдане. (117—109, 116—109, 115—110).

### Второй лёгкий вес
После первого поражения, Бронер спустился во вторую лёгкую весовую категорию, и в 2014 году провёл два поединка, в которых переиграл по очкам американцев Карлоса Молину и Эмануэля Тейлора.
7 марта 2015 года Эдриэн Бронер победил по очкам американского боксёра Джона Молину. Бронер имел преимущество в каждом раунде и переиграл ударного боксёра.
20 июня состоялся поединок в промежуточном весе 65 кг между Эдриэном Бронером и бывшим чемпионом мира. американцем, Шоном Портером. Поединок был очень близким, но Портер действовал более активно и выиграл больше раундов. В конце 12-го раунда Бронер отправил Портера в тяжёлый нокдаун, но Портер поднялся и сумел достоять до финального гонга. Бронер выиграл недостаточно раундов и проиграл Портеру по очкам.
3 октября 2015 года в бою за вакантный титул чемпиона мира по версии WBA, Бронер победил техническим нокаутом россиянина, Хабиба Аллахвердиева, и стал новым чемпионом мира в четвёртой для себя весовой категории. Остановка была спорной, но общее доминирование Бронера в бою не вызывало сомнений, и Бронер получил заслуженную победу.
6 ноября 2015 года, Всемирная боксёрская ассоциация повысила статус Бронера до суперчемпиона.

## Проблемы с законом
В январе 2016 года проиграл в пари на боулинге. Дождавшись пока «обидчик» выйдет на улицу Бронер последовал за ним, а затем повалил ударом победителя пари и отобрал проигранные деньги. Заключив сделку со следствием оставался на свободе до 4 апреля. Придя в понедельник в участок сразу был арестован, но затем отпущен под залог в 100 000 долларов.
В июле 2016 помещён под тридцатидневный арест из-за неуважения к суду. Бронер опоздал на слушание своего дела на 3 часа и находился в состоянии алкогольного опьянения. После отбывания наказания Бронер будет доставлен в суд для продолжения слушания.

## Результаты боёв
В таблице перечислены результаты всех поединков боксёров.
В каждой строке указан результат поединка. Дополнительно номер поединка обозначен цветом, который обозначает итог поединка. Расшифровка обозначений и цветов представлена в нижеследующей таблице.
| Пример | Расшифровка                     |
| ------ | ------------------------------- |
|        | Победа                          |
|        | Ничья                           |
|        | Поражение                       |
|        | Планируемый поединок            |
|        | Поединок признан несостоявшимся |
| КО     | Нокаут                          |
| ТКО    | Технический нокаут              |
| PTS    | Решение судей (по очкам)        |
| UD     | Единогласное решение судей      |
| MD     | Решение большинства судей       |
| SD     | Раздельное решение судей        |
| RTD    | Отказ от продолжения боя        |
| DQ     | Дисквалификация                 |
| NC     | Поединок признан несостоявшимся |

| Бой | Дата             | Рекорд       | Соперник                    | Весовая категория   | Место боя                              | Результат       | Дополнительно |  | 20 января 2019 | 33(24)-4-1-1 | Мэнни Пакьяо | 66,2 кг 146 фунтов | MGM Grand, Лас-Вегас, Невада, США | UD (12) | Проиграл по очкам единогласным решением. |
| 38  | 21 апреля 2018   | 33(24)-3-1-1 | Джесси Варгас (28-2)        | 65,3 кг; 144 фунтов | Барклайс-центр, Бруклин, Нью-Йорк, США | MD (12)         | 115-113, 114-114, 114-114. |  |                |              |              |                    |                                   |         |                                          |
| 37  | 29 июля 2017     | 33(24)-3-0-1 | Мигель Анхель Гарсия (36-0) | 63 кг; 139 фунтов   | Барклайс-центр, Бруклин, Нью-Йорк, США | UD (12)         | 112-116, 111-117, 112-116. |  |                |              |              |                    |                                   |         |                                          |
| 36  | 18 февраля 2017  | 33(24)-2-0-1 | Адриан Гранадос (18-4-2)    | 66,2 кг; 146 фунтов | Цинциннати, Огайо, США                 | SD (10)         | 96-94, 93-97, 97-93. |  |                |              |              |                    |                                   |         |                                          |
| 35  | 1 апреля 2016    | 32(24)-2-0-1 | Эшли Теофейн (39-6-1)       | 63,5 кг; 140 фунтов | Вашингтон, США                         | TKO9 (12) 1:10  | Бой за титул чемпиона мира WBA в первом полусреднем весе, 1-я защита Бронера. Бронер не уложился в лимит весовой категории. Пояс стоял на кону только для Теофейна.          |  |                |              |              |                    |                                   |         |                                          |
| 34  | 3 октября 2015   | 31(23)-2-0-1 | Хабиб Аллахвердиев (19-1-0) | 63,5 кг; 140 фунтов | Цинциннати, Огайо, США                 | TKO12 (12) 2:23 | Завоевал вакантный титул чемпиона мира WBA в первом полусреднем весе. |  |                |              |              |                    |                                   |         |                                          |
| 33  | 20 июня 2015     | 30(22)-2-0-1 | Шон Портер                  | 63,5 кг; 140 фунтов | Лас Вегас, Невада, США                 | UD (12)         | 112-114, 108-118, 111-115. |  |                |              |              |                    |                                   |         |                                          |
| 32  | 7 марта 2015     | 30(22)-1-0-1 | Джон Молина мл.             | 63,5 кг; 140 фунтов | Лас Вегас, Невада, США                 | UD (12)         | 120-108, 120-108, 118-100. |  |                |              |              |                    |                                   |         |                                          |
| 31  | 6 сентября 2014  | 29(22)-1-0-1 | Эмануэль Тейлор             | 63,5 кг; 140 фунтов | Цинциннати, Огайо, США                 | UD (12)         | 116-111, 115-112, 116-111. Защитил титул интерконтинентального чемпиона WBA.                                                                                                 |  |                |              |              |                    |                                   |         |                                          |
| 30  | 3 мая 2014       | 28(22)-1-0-1 | Карлос Молина               | 63,5 кг; 140 фунтов | Лас Вегас, Невада, США                 | UD (10)         | 98-92, 100-90, 99-91. Бой за вакантный титул интерконтинентального чемпиона WBA.                                                                                             |  |                |              |              |                    |                                   |         |                                          |
| 29  | 14 декабря 2013  | 27(22)-1-0-1 | Маркос Майдана              | 66,7 кг; 147 фунтов | Сан-Антонио, США                       | UD (12)         | 109-117, 109-116, 110-115. Бой за титул чемпиона мира по версии WBA, 1-я защита Бронера. Бронер в нокдаунах во 2 и 8 раундах, Майдана оштрафован за удар головой в 8 раунде. |  |                |              |              |                    |                                   |         |                                          |
| 28  | 22 июня 2013     | 27(22)-0-0-1 | Пол Малиньяджи              | 66,7 кг; 147 фунтов | Бруклин, Нью-Йорк, США                 | SD (12)         | Бой за титул чемпиона мира по версии WBA, 2-я защита Малиньяджи. |  |                |              |              |                    |                                   |         |                                          |
| 27  | 16 февраля 2013  | 26(22)-0-0-1 | Гэвин Риз                   | 61,2 кг; 135 фунтов | Атлантик сити, Нью-Джерси, США         | RTD5 (12) 3:00  | Бой за титул чемпиона мира по версии WBC, 1-я защита Бронера. |  |                |              |              |                    |                                   |         |                                          |
| 26  | 17 ноября 2012   | 25(21)-0-0-1 | Антонио ДеМарко             | 61,2 кг; 135 фунтов | Атлантик сити, Нью-Джерси, США         | TKO8 (12) 1:49  | Бой за титул чемпиона мира по версии WBC, 3-я защита ДеМарко. |  |                |              |              |                    |                                   |         |                                          |
| 25  | 21 июля 2012     | 24(20)-0-0-1 | Висенте Эскобедо            | 58,9 кг; 130 фунтов | Цинциннати, Oгайо, США                 | TKO5 (12) 2:45  | Бой за вакантный титул чемпиона мира по версии WBO. |  |                |              |              |                    |                                   |         |                                          |
| 24  | 25 февраля 2012  | 23(19)-0-0-1 | Элой Перес                  | 58,9 кг; 130 фунтов | Сейнт Льюис, Миссури, США              | TKO4 (12) 2:24  | Бой за титул чемпиона мира по версии WBO, 1-я защита Бронера. |  |                |              |              |                    |                                   |         |                                          |
| 23  | 26 ноября 2011   | 22(18)-0-0-1 | Висенте Мартин Родригес     | 58,9 кг; 130 фунтов | Цинциннати, Огайо, США                 | KO3 (12) 1:43   | Бой за вакантный титул чемпиона мира по версии WBO. |  |                |              |              |                    |                                   |         |                                          |
| 22  | 18 июня 2011     | 21(17)-0-0-1 | Джейсон Литзау              | 58,9 кг; 130 фунтов | Jalisco, Мексика                       | TKO1 (12) 2:58  | Бой за вакантный титул чемпиона США по версии WBC. |  |                |              |              |                    |                                   |         |                                          |
| 21  | 5 марта 2011     | 20(16)-0-0-1 | Даниэль Понсе де Леон       | 58,9 кг; 130 фунтов | Анахайм, Калифорния, США               | UD (12)         | Бой за вакантный интерконтинентальный титул чемпиона мира по версии WBO. |  |                |              |              |                    |                                   |         |                                          |
| 20  | 15 января 2011   | 19(16)-0-0-1 | Джон Ревиш                  | 61,2 кг; 135 фунтов | Цинциннати, Огайо, США                 | RTD1 (8) 3:00   | Выиграл вакантный титул чемпиона WBC USNBC в легком весе. |  |                |              |              |                    |                                   |         |                                          |
| 19  | 6 октября 2010   | 18(15)-0-0-1 | Ллидо Хулио                 | 58,9 кг; 130 фунтов | Ньюарк, Нью-Джерси, США                | TKO1 (8) 1:34   | |  |                |              |              |                    |                                   |         |                                          |
| 18  | 4 сентября 2010  | 17(14)-0-0-1 | Гильермо Санчес             | 58,9 кг; 130 фунтов | Цинциннати, Огайо, США                 | TKO2 (10) 1:48  | |  |                |              |              |                    |                                   |         |                                          |
| 17  | 19 мая 2010      | 16(13)-0-0-1 | Карлос Клаудио              | 58,9 кг; 130 фунтов | Цинциннати, Огайо, США                 | RTD6 (10) 3:00  | Выиграл вакантный титул чемпиона WBC во 2-м полулегком весе. |  |                |              |              |                    |                                   |         |                                          |
| 16  | 14 мая 2010      | 15(12)-0-0-1 | Рафаель Лора                | 58,9 кг; 130 фунтов | Бронкс, Нью-Йорк, США                  | TKO1 (10) 3:00  | |  |                |              |              |                    |                                   |         |                                          |
| 15  | 23 января 2010   | 14(11)-0-0-1 | Роберто Ацеведо             | 58,9 кг; 130 фунтов | Цинциннати, Огайо, США                 | TKO4 (6) 0:14   | |  |                |              |              |                    |                                   |         |                                          |
| 14  | 28 ноября 2009   | 13(10)-0-0-1 | Томми Атенцио               | 58,9 кг; 130 фунтов | Цинциннати, Огайо, США                 | TKO1 (6) 2:58   | |  |                |              |              |                    |                                   |         |                                          |
| 13  | 5 сентября 2009  | 12(9)-0-0-1  | Генри Уайт мл.              | 58,9 кг; 130 фунтов | Цинциннати, Огайо, США                 | KO3 (6) 3:00    | |  |                |              |              |                    |                                   |         |                                          |
| 12  | 22 августа 2009  | 11(8)-0-0-1  | Эдгар Портилло              | 58,9 кг; 130 фунтов | Хьюстон, Техас, США                    | TKO1 (10) 1:37  | |  |                |              |              |                    |                                   |         |                                          |
| 11  | 27 июня 2009     | 10(7)-0-0-1  | Вильям Киккет               | 58,9 кг; 130 фунтов | Лос-Анджелес, Калифорния, США          | KO6 (8)         | |  |                |              |              |                    |                                   |         |                                          |
| 10  | 8 мая 2009       | 9(6)-0-0-1   | Фернандо Квинтеро           | 58,9 кг; 130 фунтов | Фотр Ворс, Техас, США                  | MD (8)          | |  |                |              |              |                    |                                   |         |                                          |
| 9   | 4 апреля 2009    | 8(6)-0-0-1   | Анджел Родригес             | 58,9 кг; 130 фунтов | Остин, Техас, США                      | TKO4 (6)        | |  |                |              |              |                    |                                   |         |                                          |
| 6   | 14 марта 2009    | 5(5)-0       | Эрик Риккер                 | 58,9 кг; 130 фунтов | Цинциннати, Огайо, США                 | 2 (4)           | Бой признан несостоявшимся. |  |                |              |              |                    |                                   |         |                                          |
| 5   | 6 декабря 2008   | 5(5)-0       | Скотт Фьюрни                | 58,9 кг; 130 фунтов | Лас-Вегас, Невада, США                 | TKO1 (6) 1:14   | |  |                |              |              |                    |                                   |         |                                          |
| 4   | 22 ноября 2008   | 4(4)-0       | Теренс Джетт                | 58,9 кг; 130 фунтов | Лас-Вегас, Невада, США                 | TKO6 (6) 0:33   | |  |                |              |              |                    |                                   |         |                                          |
| 3   | 27 сентября 2008 | 3(3)-0       | Рамон Флорес                | 58,9 кг; 130 фунтов | Карсон, Калифорния, США                | TKO1 (4) 2:11   | |  |                |              |              |                    |                                   |         |                                          |
| 2   | 30 августа 2008  | 2(2)-0       | Дэвид Уарен Хуффмэн         | 58,9 кг; 130 фунтов | Цинциннати, Огайо, США                 | TKO1 (4) 1:20   | |  |                |              |              |                    |                                   |         |                                          |
| 1   | 31 мая 2008      | 1(1)-0       | Аланте Дэвис                | 58,9 кг; 130 фунтов | Цинциннати, Огайо, США                 | KO1 (4) 0:32    | Профессиональный дебют. |  |                |              |              |                    |                                   |         |                                          |

## Факты
- Бронер является чемпионом мира в четырёх весовых категориях
  - 59,0 кг. WBO, 2011—2012
  - 61,2 кг. WBC, 2012—2013
  - 66,7 кг. WBA, 2013
  - 63,5 кг. WBA, 2015—н. в.
- В 2013 году (июль-декабрь), занимал 6-е место в рейтинге лучших боксёров вне зависимости от весовой категории по версии журнала The Ring p4p.